# Vena dorsal profunda del clítoris
La vena dorsal profunda del clítoris (TA: vena dorsalis profunda clitoridis) es una vena que sigue la trayectoria de la arteria dorsal del clítoris y que desemboca en el plexo vesical. Drena la sangre del clítoris.